# Ірма Серрано
Ірма Консуело Сьєло Серрано Кастро (ісп. Irma Consuelo Cielo Serrano Castro; 9 грудня 1933, Комітан, Чіапас — 1 березня 2023, Тустла-Гутьєррес, Чіапас) — мексиканська співачка, акторка, режисер та політична діячка.

## Життєпис
Народилася 9 грудня 1933 року у місті Комітан, штат Чіапас, в родині Сантьяго Серрано Руїса, журналіста та письменника, і Марії Кастро Домінгес, землевласниці, які окрім неї мали ще старших сина Маріо та дочку Іоланду. Її двоюрідна сестра  — поетеса та дипломат Росаріо Кастельянос. Батьки розлучилися, коли їй було 7 років. Навчалася у Національному автономному університеті Мексики. 1962 року підписала контракт із звукозаписуючим лейблом Columbia Records, після чого швидко стала однією з найпопулярніших співачок у жанрі ранчера. Тоді ж почала зніматися в кіно, дебютувавши в невеликій ролі у фільмі «Санто проти зомбі».
1973 року придбала та реконструювала Театр Вірхінії Фабрегас в Мехіко, який перейменувала на Театр Фру-Фру (ісп. Teatro Fru Fru). Протягом двох наступних десятиліть як режисер та театральний продюсер створила низку вистав, які зазнали критики через надлишок еротики. 1985 року виступила режисером і автором сценарію фільму «Нана» за однойменним романом Золя, де також виконала головну роль і де її партнерами стали Ісела Вега, Вероніка Кастро та Хайме Гарса. Окрім гри у театрі активно продовжувала зніматися у фільмах та серіалах.
У 1994—2000 роках займала посаду у Конгресі Мексики як депутат від штату Чіапас у складі спочатку Інституційно-революційної партії (PRI), пізніше Демократично-революційної партії (PDR), потім самостійно.
Видала три автобіографічні книги, написані у співавторстві з Елізою Робледо: «A colzón amarrado» (1978), «Sin pelis en la lengua» (1979) та «Una loci en la polaca» (1992).
Ірма Серрано померла 1 березня 2023 року у лікарні міста Тустла-Гутьєррес, штат Чіапас, від інфаркту в 89-річному віці.

## Особисте життя
Серрано ніколи не була у шлюбі. У своїй автобіографії «A colzón amarrado» вона розповіла, що у 17-річному віці мала роман з політиком Фернандо Касасом Алеманон, пізніше губернатором штату Веракрус, і що була коханкою політика Густаво Діаса Ордаса під час його перебування на посаді президента Мексики у 1964—1970 роках. Пізніше у різні роки співачка мала стосунки з бізнесменом Алехо Перальта, моделлю Альфонсо де Нігрісом та політиком Патрісіо Самбрано.

## Вибрана дискографія
- La Nueva Intérprete de la Canción Ranchera (1964)
- Lloren Organillos: Folk Songs of Mexico (1965)
- Nuevo "Hits" con Irma Serrano (1965)
- Mexican Fire (1966)
- Mi Noche de Ayer and Other Folk Songs (1968)
- Irma Serrano con Los Alegres de Terán (1973)

## Фільмографія
| Рік  |   | Українська назва            | Оригінальна назва                 | Роль                                |
| ---- | - | --------------------------- | --------------------------------- | ----------------------------------- |
| 1962 | ф | Санто проти зомбі           | Santi contra los zombies          | Ісабель                             |
| 1962 | ф | Екстра                      | El extra                          | дівчина на прослуховуванні          |
| 1963 | ф | Мисливці на акул            | Tiburoneros                       | Роса                                |
| 1964 | ф | Корида Марії Пістолас       | El corrido de María Pistolas      | -                                   |
| 1965 | ф | Габіно Баррера              | Gabino Barrera                    | співачка                            |
| 1965 | ф | Шульга                      | El zurdo                          | Каталіна                            |
| 1965 | ф | Завоювання Ельдорадо        | La conquista de El Dorado         | Прісцилла                           |
| 1965 | ф | Прикордонні шерифи          | Los sheriffs de la frontera       | Долорес                             |
| 1965 | ф | Син Габіно Баррери          | El hijo de Gabino Barrera         | співачка                            |
| 1966 | ф | Чорні яструби               | Los gavilanes negros              | Луча Мартінес                       |
| 1966 | ф | Син Диявола                 | El hijo de Diablo                 | Фернанда                            |
| 1966 | ф | Нечестивці                  | Los malvados                      | Ана                                 |
| 1968 | ф | Каудильйо                   | El caudillo                       | Марія                               |
| 1968 | ф | Кохання Хуана Чарраскеадо   | Los amores de Juan Charrasqueado  | Берта                               |
| 1971 | ф | Обпалений (Земля і свобода) | La chamuscafa (Tierra y libertad) | Чавелла Ерреро                      |
| 1971 | ф | Помста Габіно Баррери       | La venganza de Gabino Barrera     | співачка                            |
| 1972 | ф | Мартіна                     | La Martina                        | Мартіна                             |
| 1973 | ф | Санто і беркут              | Santo y el álguila real           | Ірма Моралес                        |
| 1973 | ф | Тигриця                     | La Tigresa                        | Ірма Тигриця                        |
| 1973 | ф | Монастир стерв'ятників      | El monasterio de los buitres      | Амалія                              |
| 1974 | с | Земля                       | La tierra                         | Мартіна                             |
| 1977 | с | Опівнічні варіації          | Variedades de media noche         | співачка                            |
| 1978 | ф | Ночі кабаре                 | Niches de cabaret                 | камео                               |
| 1979 | с | Яра                         | Yara                              | Матильде                            |
| 1983 | ф | Далекобійниця Лола          | Lola de la trailera               | Квітка Лотоса                       |
| 1985 | ф | Нана                        | Naná                              | Нана                                |
| 1986 | ф | Закохані володаря ночі      | Les amantes del señor de la noche | Сауріна                             |
| 1987 | с | Що з нами відбувається?     | Qué nos pasa?                     | незадоволена клієнтка               |
| 1994 | ф | Хуана з Куби                | Juana la Cubana                   | -                                   |
| 2004 | с | Весела лікарня              | Hospital el paisa                 | сеньйора Серрано                    |
| 2005 | с | Мачуха                      | La madrastra                      | Герцогиня де Вальтаррама-і-Каліксто |
| 2005 | с | Година пік                  | La hora pico                      | сеньйора Домінгес, тітка Селестіни  |